# Локомотивна бригада

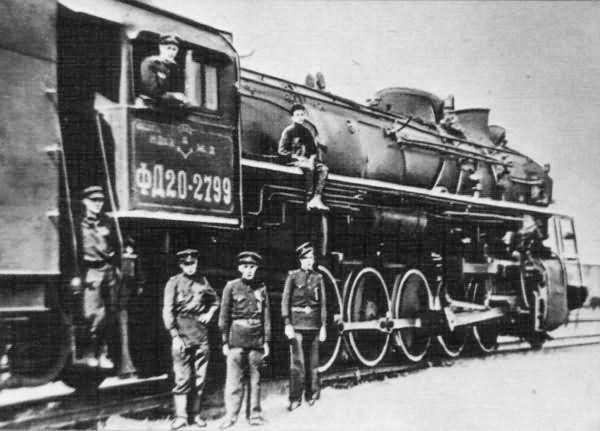
Локомотивна бригада паровоза ФД

Локомотивна бригада — група працівників залізничного транспорту, яка обслуговуює локомотиви, моторвагонні поїзди, а також тягові агрегати і маневрові локомотиви.
Управління й обслуговування локомотива може здійснюватися одним машиністом. 
Очолює локомотивну бригаду машиніст.